# هينريتش فليشر
هينريتش فليشر (بالألمانية: Heinrich Fleischer)‏ هو عازف الأرغن ألماني، ولد في 1912 في أيسناخ في ألمانيا، وتوفي في 2006.